# Norcross (Georgia)
Norcross ist eine Stadt im Gwinnett County im US-Bundesstaat Georgia mit 9116 Einwohnern (Stand: 2010).

## Geographie
Norcross liegt etwa 15 km westlich von Lawrenceville sowie etwa 15 km nordöstlich von Atlanta.

## Geschichte
In Norcross fand der Federation Cup 1990, ein Damentennisturnier, statt.
Zudem haben einige bedeutende Unternehmen wie die Restaurantkette Waffle House, das Verpackungsunternehmen WestRock, der Uhrenhersteller Seth Thomas Clock Company und die Softwarehersteller The Software Link und American Megatrends hier ihren Sitz.

## Demographische Daten
Laut der Volkszählung von 2010 verteilten sich die damaligen 9116 Einwohner auf 3161 bewohnte Haushalte, was einen Schnitt von 2,88 Personen pro Haushalt ergibt. Insgesamt bestehen 3576 Haushalte. 
66,1 % der Haushalte waren Familienhaushalte (bestehend aus verheirateten Paaren mit oder ohne Nachkommen bzw. einem Elternteil mit Nachkomme) mit einer durchschnittlichen Größe von 3,41 Personen. In 38,9 % aller Haushalte lebten Kinder unter 18 Jahren sowie in 14,0 % aller Haushalte Personen mit mindestens 65 Jahren.
29,6 % der Bevölkerung waren jünger als 20 Jahre, 36,3 % waren 20 bis 39 Jahre alt, 24,8 % waren 40 bis 59 Jahre alt und 9,6 % waren mindestens 60 Jahre alt. Das mittlere Alter betrug 32 Jahre. 51,3 % der Bevölkerung waren männlich und 48,7 % weiblich.
40,8 % der Bevölkerung bezeichneten sich als Weiße, 19,8 % als Afroamerikaner, 0,7 % als Indianer und 12,8 % als Asian Americans. 21,6 % gaben die Angehörigkeit zu einer anderen Ethnie und 4,3 % zu mehreren Ethnien an. 39,4 % der Bevölkerung bestand aus Hispanics oder Latinos.
Das durchschnittliche Jahreseinkommen pro Haushalt lag bei 43.101 USD, dabei lebten 21,4 % der Bevölkerung unter der Armutsgrenze.

## Sehenswürdigkeiten
Die Mechanicsville School sowie das Norcross Historic District sind im National Register of Historic Places gelistet.

## Verkehr
Norcross wird von der Interstate 85, vom U.S. Highway 23 sowie von den Georgia State Routes 140 und 378 durchquert bzw. tangiert. Der nächste Flughafen ist der Flughafen Atlanta (rund 30 km südwestlich).

## Kriminalität
Die Kriminalitätsrate lag im Jahr 2010 mit 332 Punkten (US-Durchschnitt: 266 Punkte) im durchschnittlichen Bereich. Es gab sieben Vergewaltigungen, 28 Raubüberfälle, 19 Körperverletzungen, 94 Einbrüche, 228 Diebstähle, 32 Autodiebstähle und zwei Brandstiftungen.

## Söhne und Töchter der Stadt
- Sherida Triggs (* 1985), Basketballspielerin
- Jeremy Lamb (* 1992), Basketballspieler
- Alvin Kamara (* 1995), American-Football-Spieler
- Nathan Strother (* 1995), Leichtathlet
- Chris Herndon (* 1996), American-Football-Spieler
- Darius Slayton (* 1997), American-Football-Spieler
- Cole Gromley (* 1999), Tennisspieler